# John Howard Northrop
John Howard Northrop (Yonkers, EUA 1891 - Wickenberg 1987) fou un químic, bioquímic i professor universitari estatunidenc guardonat amb el Premi Nobel de Química l'any 1946.

## Biografia
Va néixer el 5 de juliol de 1891 a la ciutat de Yonkers, situada a l'estat nord-americà de Nova York. Va estudiar química a la Universitat de Colúmbia, on es doctorà l'any 1915. El 1916 es va incorporar a l'Institut Rockefeller d'Investigació Mèdica i el 1949 fou nomenat professor de la Universitat de Califòrnia, càrrec que ocupà fins al 1961.
Va morir el 27 de maig de 1987 a la ciutat de Wickenberg, situada a l'estat d'Arizona.

## Recerca científica
Durant la Primera Guerra Mundial fou l'encarregat de conduir la investigació per al servei de la guerra química de l'exèrcit americà sobre la producció d'acetona i etanol amb la fermentació. Posteriorment va emprendre investigacions sobre les propietats químiques i activitats dels enzims i el 1929 va aconseguir obtenir pepsina en forma pura i cristal·litzada, determinant així mateix les seves propietats proteiques. En col·laboració amb Moses Kunitz va cristal·litzar la tripsina i la quimotripsina, i en la seva recerca de les substàncies generadores, és a dir, dels precursors inactius dels enzims, va aïllar el pepsinogen i el tripsinogen.
L'any 1938 va aïllar i cristal·litzar el primer bacteriòfag, un virus paràsit petit que ataca bacteris, i va determinar que era una nucleoproteïna. El 1946 va assenyalar al proteinogen com la substància mare de totes les proteïnes presents a les carns, enzims, virus i anticossos. Per les seves investigacions sobre els enzims va compartir amb Wendell Meredith Stanley la meitat del Premi Nobel de Química el mateix any, recaient l'altra meitat del premi al químic James Batcheller Sumner.